# Dịch Tân
Dịch Tân (tiếng Trung: 奕賓; 11 tháng 3 năm 1814 - 8 tháng 2 năm 1861) là một hoàng thân của nhà Thanh trong lịch sử Trung Quốc, người thừa kế 1 trong 12 tước vị Thiết mạo tử vương.

## Cuộc đời
Dịch Tân được sinh ra vào ngày 20 tháng 2 (âm lịch) năm Gia Khánh thứ 19 (1814), trong gia tộc Ái Tân Giác La. Ông là con trai thứ mười ba của Trang Tương Thân vương Miên Khóa, mẹ ông là Trắc Phúc tấn Hạ thị (夏氏). Năm Đạo Quang thứ 6 (1826), cha ông qua đời, ông được thế tập tước vị Trang Thân vương đời thứ 7. Năm thứ 8 (1828), tháng 9, Đạo Quang Đế ra chỉ vì Bảo Hoa dục địa cung bị ngập nước, nên ông bị hàng vị Quận vương. Năm thứ 18 (1838), tháng 9, ông cùng Định vương phủ Phụ quốc công Phổ Hi (溥喜) bị điều tra có liên quan đến nha phiến, nên ông bị đoạt tước, giao cho Hình bộ xử lý. Tước vị sẽ do tộc thúc Phụ quốc công Miên Hộ thế tập.
Năm thứ 20 (1840), tháng 9, ông bị điều đến Cát Lâm. Năm thứ 23 (1843), tháng 9, ông lại bị điều đến Hắc Long Giang. Năm thứ 30 (1850), tháng giêng, ông phụng chỉ thích hồi. Năm Hàm Phong thứ 10 (1860), ngày 29 tháng 11 (âm lịch), giờ Sửu, ông qua đời, thọ 47 tuổi.

## Gia quyến
- Đích Phúc tấn: Ngạc Khởi Đặc thị (鄂起特氏), con gái của Viên ngoại lang Căn Đôn Trát Bố Tố (根敦扎布素).
- Con thừa tự: Tái Điêu (載雕; 1841 - 1896), là con trai thứ năm của Phụng ân Tướng quân Dịch Thưởng (奕賟) - con trai thứ 9 của Miên Khóa. Năm 1863 được cho làm con thừa tự của Dịch Tân. Làm tới chức Bút thiếp thức (筆帖式), nhưng sau bị bãi chức. Có tám con trai.